# 庫侖阻塞

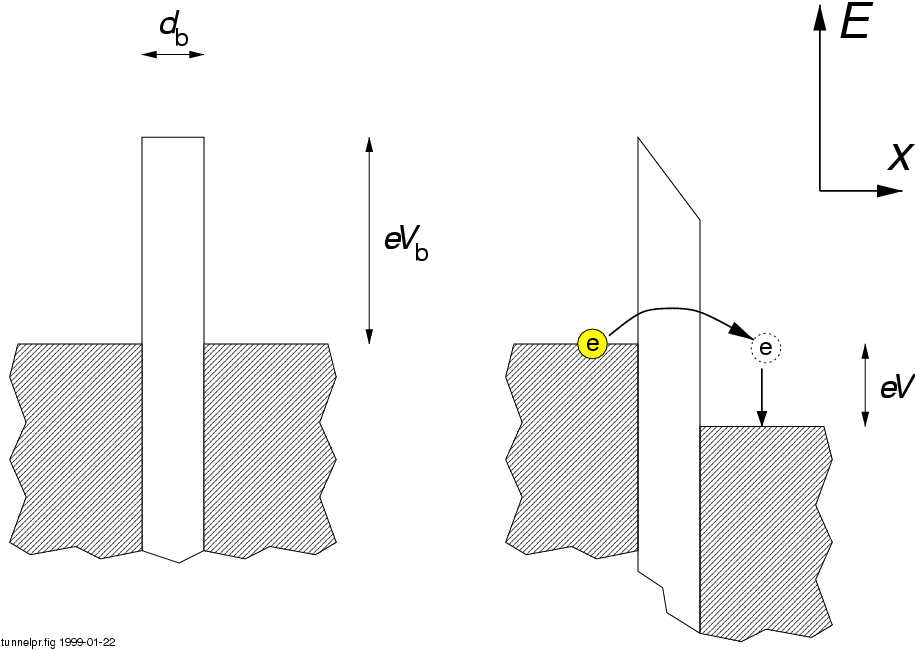
電子隧道穿過勢壘的示意圖（類似能帶圖 Band diagram）

在介觀物理學中，庫侖阻塞（英語：Coulomb blockade，CB）效應以物理學家查尔斯·库仑的電子電荷庫侖力命名，是指至少包含一個低電容隧道結(Tunnel junction)的小型電子元件在小偏置電壓下電導的降低。 由於庫侖阻塞效應，裝置的電導在低偏置電壓下可能不是恆定的，但在偏置電壓低於某個閾值（即沒有電流流動）時消失。
庫侖阻塞可以透過製作非常小的裝置（例如量子點）來觀察。 當裝置足夠小時，裝置內部的電子將產生強烈的庫侖斥力，阻止其他電子流動。 因此，該裝置將不再遵循歐姆定律，庫侖阻塞的電流-電壓關係看起來像一個樓梯。
儘管庫侖阻塞可以用來證明電荷的量子化，但它仍然是一種经典力学效應，其主要描述不需要量子力學。然而，當涉及少量電子並施加外部靜磁場時，庫侖阻塞為自旋阻塞（如泡利自旋阻塞 Pauli spin blockade）和谷阻塞(valley blockade, 谷電子學)提供了基礎，其中包括分別由於自旋和軌道相互作用而產生電子之間的量子力學效應。
該裝置可以包括金屬電極或超導電極。 如果電極是超導的，則庫柏對（電荷為負兩個基本電荷{\displaystyle -2e}）會承載電流。 在電極是金屬的或常導的情況下，即既不是超導的也不是半導的，電子（帶電荷{\displaystyle -e}）攜帶電流。

## 單電子晶体管

单电子晶体管的示意圖。.

從左到右：单电子晶体管阻斷狀態（上部分）和傳輸狀態（下部分）的源極(Source)、島極、和汲極(Drain)的能階。

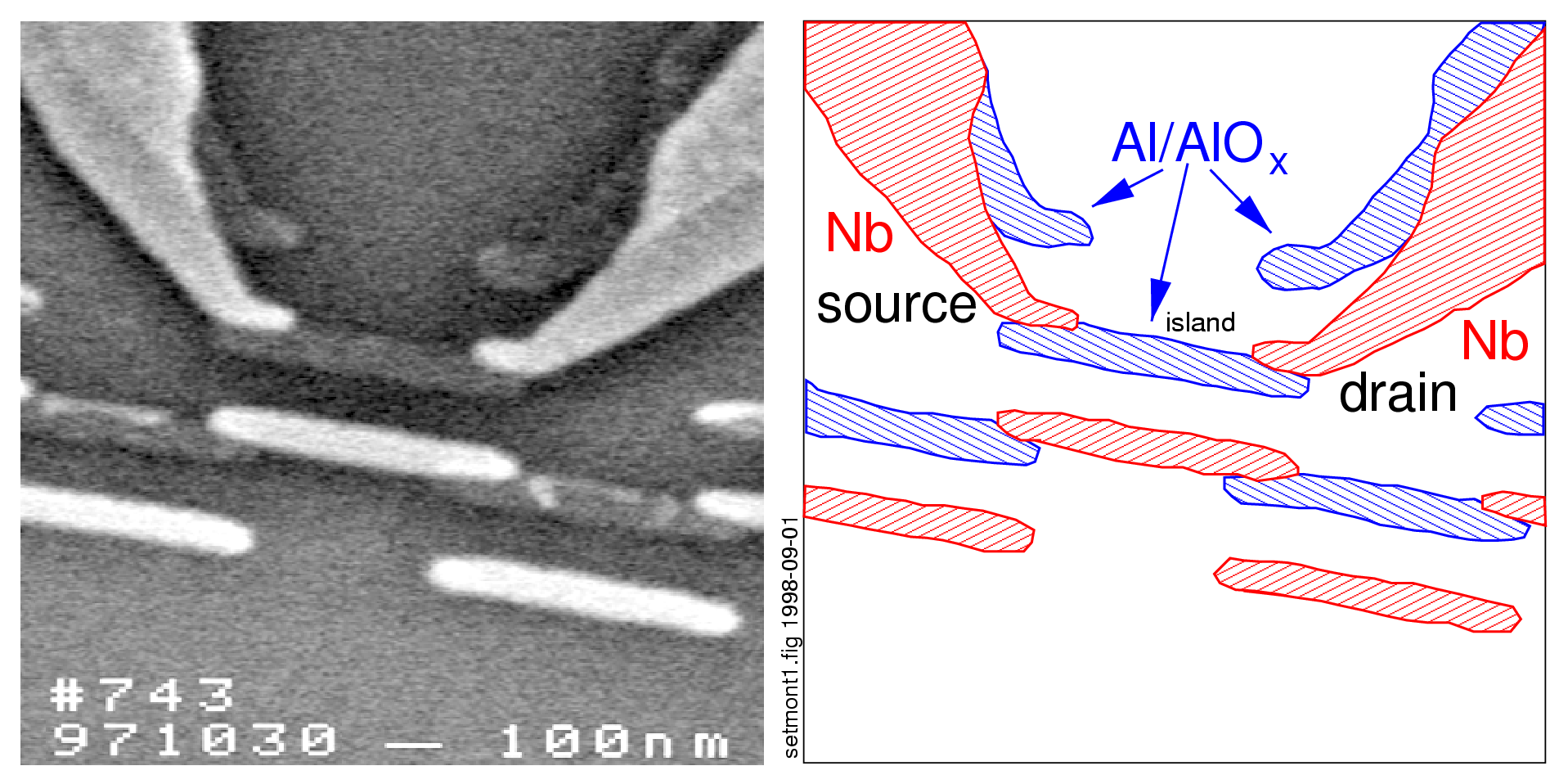
帶鈮引線和鋁島的单电子晶体管。

可以觀察到庫侖封鎖效應的最簡單的裝置是所謂的单电子晶体管。 它由稱為汲極(Drain)和源極(Source)的兩個電極組成，透過隧道結連接到一個具有低自電容的公共電極（稱為庫侖島 Island）。 該島的電位可以透過第三個電極（稱為柵極 Gate）來調節，該第三電極與該島電容耦合。

## 庫侖阻塞溫度計
典型的庫侖阻塞溫度計 (CBT) 由金屬庫侖島陣列製成，透過薄絕緣層相互連接。 庫侖島之間形成隧道結，當施加電壓時，電子可以隧道穿過該結。 隧道速率和電導根據庫侖島的充電能量以及系統的熱能而變化。

## 離子庫侖阻塞
離子庫侖阻塞（ICB）是庫侖阻塞（CB）的一個特例，出現在帶電離子經由亞奈米人工奈米孔或生物離子通道的電擴散傳輸。離子庫侖阻塞與量子點中的電子庫侖阻塞（ECB）對應物廣泛相似， 但呈現出一些由電荷載子的可能不同價z（滲透離子與電子）和傳輸引擎的不同來源（經典電擴散與量子隧道）定義的一些特定特徵。